# Arthur E. Nelson

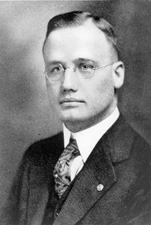
Arthur E. Nelson

Arthur Emanuel Nelson, född 10 maj 1892 i Browns Valley, Minnesota, död 11 april 1955 i Chicago, Illinois, var en amerikansk republikansk politiker. Han representerade delstaten Minnesota i USA:s senat 18 november 1942 – 3 januari 1943.
Han avlade 1915 juristexamen vid St. Paul College of Law (numera William Mitchell College of Law) och inledde sin karriär som advokat i Saint Paul, Minnesota. Han var borgmästare i Saint Paul 1922-1926.
Nelson kandiderade 1928 till senaten utan framgång. Han blev 1942 invald i senaten i ett fyllnadsval för en kort period. Han kandiderade inte till den efterföljande sexåriga mandatperioden, utan efterträddes av Joseph H. Ball redan i januari 1943.